# Ōta (Gunma)
Ōta è una città del Giappone nella prefettura di Gunma.